# Maryland Cycling Classic
La Maryland Cycling Classic è una corsa in linea di ciclismo su strada maschile la cui prima edizione si è svolta il 4 settembre 2022 a Baltimora, negli Stati Uniti. È inclusa nel calendario UCI ProSeries come prova di classe 1.Pro.

## Storia
La corsa inaugurale si sarebbe dovuta svolgere nel 2020, ma a causa della pandemia di COVID-19 è stata posticipata prima al 2021 e successivamente al 2022.

## Albo d'oro
Aggiornato all'edizione 2023.
| Anno | Vincitore         | Secondo           | Terzo           |
| ---- | ----------------- | ----------------- | --------------- |
| 2022 | Sep Vanmarcke     | Nickolas Zukowsky | Neilson Powless |
| 2023 | Mattias Skjelmose | Neilson Powless   | Hugo Houle      |
| 2024 | non disputato     | non disputato     | non disputato   |